# 寒蟬效應
寒蟬效應（英語：Chilling Effect）法律用語，是指當下對言論自由的「阻嚇作用」——即使是法律沒有明確禁止的。然而，在一般情況下，寒蝉效应現在經常以法律或其他行動讓公眾感受到壓力，從而使得合法的講話被實際上禁止。该詞語源自美國法律，早於1950年使用。然而，進一步明確使用，是在美國最高法院法官小威廉·布倫南，用在司法判決中，作為一個法律術語。
在中文裡，將「Chilling Effect」翻成寒蟬效應，是源自成語「噤若寒蟬」。蟬鳴於夏秋，不久即死。古人不察，以為蟬於天寒，不能發聲，乃以噤若寒蟬形容不敢作聲。中國古代本亦有另一形容寒蟬效應的術語：「刑不可知，威不可測，則民畏上也。」
在討論言論自由時，人民害怕因為言論遭到法律的刑罰，或是必須面對高額的賠償，不敢發表言論，將導致公共事務乏人關心，被視為過度限制言論或過度維護自身利益的不良後果。